# Mīleh
Mīleh (persiska: ميله) är en ort i Iran.   Den ligger i provinsen Mazandaran, i den norra delen av landet, 120 km nordost om huvudstaden Teheran. Mīleh ligger 87 meter över havet och antalet invånare är 878.
Terrängen runt Mīleh är platt norrut, men söderut är den kuperad.Runt Mīleh är det ganska tätbefolkat, med 149 invånare per kvadratkilometer. Närmaste större samhälle är Āmol, 9,7 km nordväst om Mīleh. I omgivningarna runt Mīleh växer i huvudsak blandskog.